# Quinta (Anwesen)

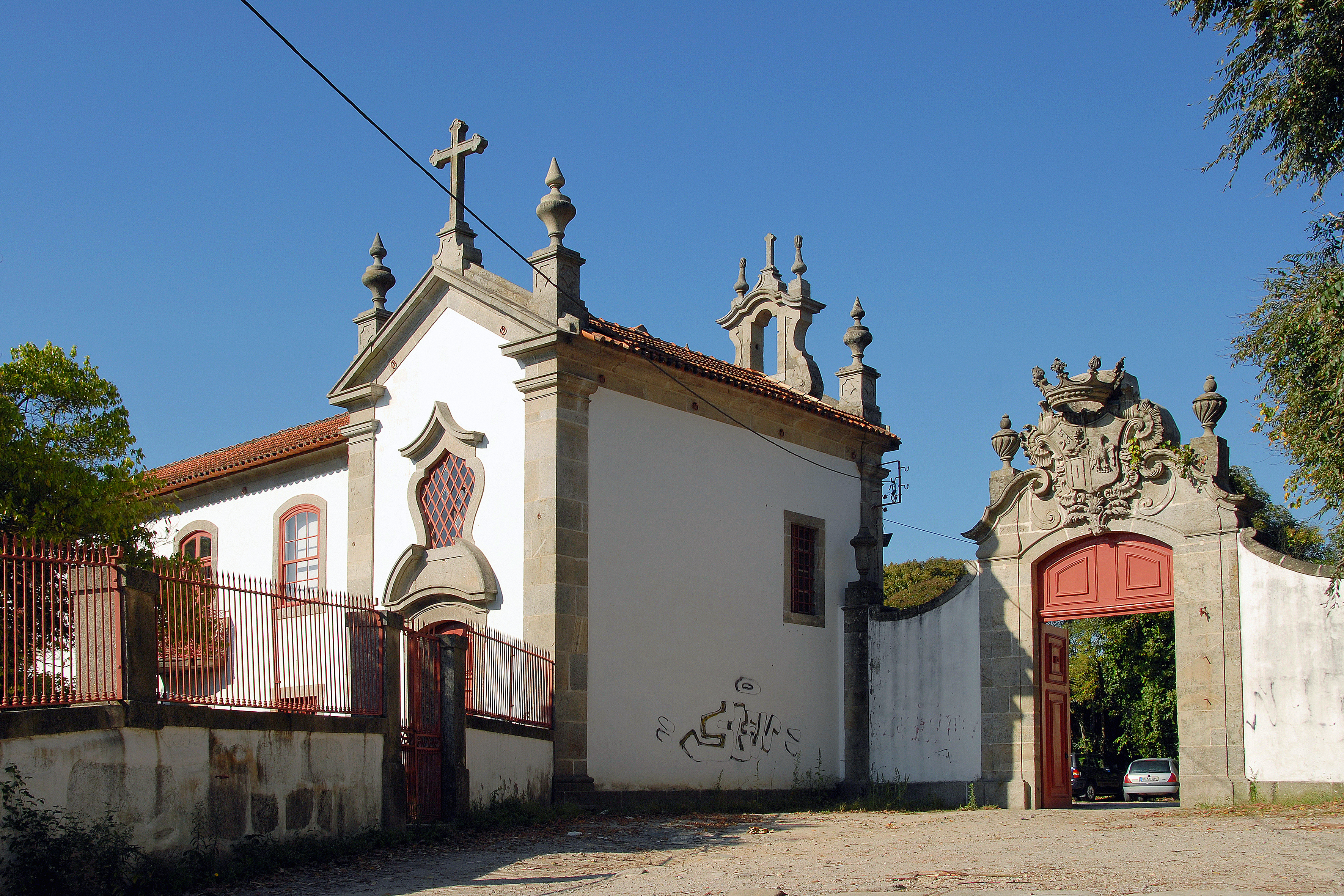
Die Quinta da Revolta in Porto

Quinta ist eine portugiesische [ˈkı̃tɐ] und spanische [ˈkinta] Bezeichnung für ein Anwesen im ländlichen Raum, welches ursprünglich und teilweise bis heute für landwirtschaftliche Zwecke genutzt wird, mittlerweile aber auch zu Repräsentations- oder Erholungszwecken dienen kann. International am bekanntesten sind die portugiesischen Weinbau-Quintas, aber auch andere traditionelle Quintas funktionieren bis heute als landwirtschaftliche Betriebe, etwa für Olivenöl, Obst oder Getreide.

## Verbreitung
Der Begriff Quinta wird vor allem vom Norden Portugals bis etwa zur Setubal-Halbinsel im Süden von Lissabon benutzt. Weiter im Süden, insbesondere im Alentejo, wird eher der Begriff Herdade für landwirtschaftliche Anwesen verwendet, der mit dem verbreiteten Großgrundbesitz verbunden ist, der sich dort im 13. Jahrhundert im Verlauf der letzten Phase der Reconquista entwickelte. Die Quintas im Norden erreichen üblicherweise keine vergleichbaren Ausdehnungen wie die Herdades im Süden.

## Merkmale und historische Entwicklung
Die traditionellen Bauern- oder Gutshöfe bestanden oft aus von Mauern umgebenen Feldern mit einem Waldstück und Gärten sowie einem Wohnhaus; auch das Wohnhaus selbst wird als Quinta bezeichnet. Auch im Spanischen wird der Begriff verwendet. Er leitet sich ursprünglich von quinta parte her, dem „fünften Teil“ der Erträge, den ein Pächter im Mittelalter an den Eigentümer des Hofes zahlen musste (vergleiche Zehnt). In Südamerika wird der Begriff auch für ein einfaches Haus mit Vorgarten oder auf einem Gartengrundstück (Mexiko, Kolumbien, Venezuela) bzw. für einen Gemüsegarten verwendet (Uruguay).
In Portugal bekamen  seit der Renaissance viele Landgüter des Adels unter dem Einfluss der italienischen Landvillen als Quinta de Recreio (von portugiesisch recreio ‚Erholung‘) zunehmend auch repräsentative Aufgaben und entwickelten sich zu einem eigenständigen Typus von teils aufwendig gestalteten Landsitzen, wie etwa die Quinta da Bacalhoa in Setúbal. Die Quinta de Recreio ist ein „organisiertes Ganzes aus Wald, Gebäude, Gartenanlage, Obstgarten und Gemüsegarten“, in dem sich Erholung und Produktion den gleichen Raum teilen. Mit der Quinta da Regaleira und der Quinta da Penha Verde gehören heute zwei der zahlreichen im Umfeld der königlichen Sommerresidenzen Palácio Nacional de Sintra und Palácio Nacional da Pena entstandenen Quintas als Teil der Kulturlandschaft Sintra zum UNESCO-Welterbe.